# Josypiwka (obwód czerniowiecki)
Joyspiwka (ukr. Йосипівка) – wieś na Ukrainie, w obwodzie czerniowieckim, w rejonie czerniowieckim. W 2001 roku liczyła 204 mieszkańców.